# Little Mix
Little Mix es un grupo femenino británico formado en 2011 en el programa de televisión The X Factor. Está integrado por Jade Thirlwall, Perrie Edwards y Leigh-Anne Pinnock. Originalmente también incluía a Jesy Nelson, hasta su salida del grupo en diciembre de 2020. 
En 2012 Little Mix lanzó su álbum debut titulado DNA, el cual incluyó los sencillos «Wings», «DNA» y «Change Your Life». El álbum logró ingresar en el top 10 de varios países incluyendo Reino Unido e Irlanda. El mismo recibió disco de oro por parte de la ARIA y la IRMA por sus buenas ventas. En 2013 lanzan su segundo álbum de estudio titulado Salute con sus sencillos «Move», el cual recibió certificada oro en Australia y en el Reino Unido y el segundo sencillo «Little Me» certificado plata en Reino Unido. En 2015 Little Mix lanzó su tercer álbum de estudio Get Weird el cual incluía el primer sencillo del álbum «Black Magic» que se convirtió en el tercer sencillo número uno del grupo en el Reino Unido. Finalmente en 2016 lanzan su cuarto álbum Glory Days convirtiéndose en su primer álbum en alcanzar el primer puesto en Reino Unido, convirtiéndose en el álbum con más tiempo en el primer puesto desde Spice del grupo británico Spice Girls, y la mejor apertura en ventas en Reino Unido desde el álbum Spiceworld desde 1997 vendiendo más de 1 millón de copias en Reino Unido.
En el Reino Unido, el grupo ha logrado cinco sencillos en el primer puesto, incluyendo «Wings», «Black Magic», «Shout Out to My Ex» y «Sweet Melody», a su vez «Shout Out to My Ex» se convirtió en el segundo sencillo más vendido por un grupo femenino en Reino Unido con 1.52 millones de copias vendidas. Como grupo han vendido más de 50 millones de copias de sus álbumes y sencillos mundialmente.  A su vez, el grupo ha logrado cinco álbumes certificados platino y veinticinco sencillos certificados en Reino Unido.
El grupo ganó el premio al mejor sencillo con «Shout Out to My Ex» en los Brit Awards 2017 y el premio al mejor video musical por «Woman Like Me» en los Brit Awards 2019, en 2021 se convierten en el primer grupo femenino en ganar la categoría mejor grupo; han recibido además numerosos premios en su carrera, incluyendo seis MTV Europe Music Awards, dos Teen Choice Award y seis Premios Global. Little Mix apareció en la lista Debrett's 2017 de las personas más influyentes en Reino Unido, en la lista 30 Under 30 de Forbes, así como también en la lista Sunday Times Rich List por 5 años consecutivos, desde 2017.

## Carrera

### 2011:The X Factor

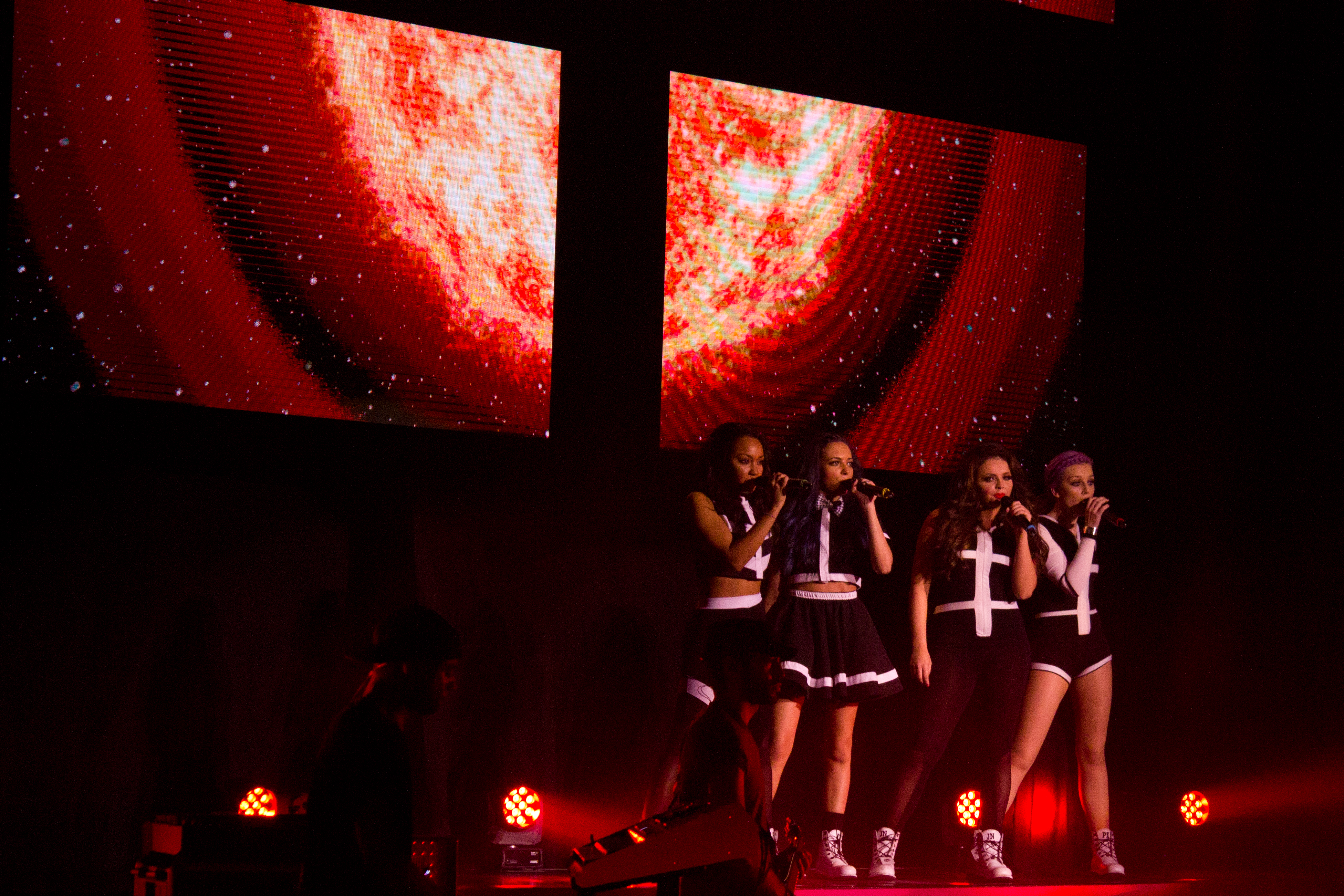
Little Mix interpretando su canción «Red Planet» del disco DNA en su DNA Tour el 8 de febrero de 2013 en York, Reino Unido.

En 2011, Perrie Edwards, Jesy Nelson, Leigh-Anne Pinnock y Jade Thirlwall audicionaron con éxito como solistas en la octava temporada del programa The X Factor en Reino Unido, pero fallaron al no poder seguir luego del bootcamp en el primer desafío. Sin embargo, los jueces decidieron darles otra oportunidad de ser parte de la categoría de grupos. Fueron puestas en conjuntos separados, durante la etapa del bootcamp, con Edwards y Nelson en el grupo de cuatro integrantes 'Faux Pas' y Thirlwall y Pinnock en el grupo de tres miembros 'Orión'. Sin embargo ambos grupos fallaron. Con una decisión posterior, los jueces llamaron a dos miembros de cada grupo para crear el cuarteto al que llamaron "Rhytmix", enviándolo a la casa de los jueces.
Eventualmente llegaron a los shows en vivo, siendo guiadas por Tulisa Contostavlos. Durante el primer show en vivo el 8 de octubre de 2011, Rhythmix interpretó «Super Bass» de la rapera estadounidense Nicki Minaj. Su presentación fue alabada por los jueces, siendo llamada por Gary Barlow como "el mejor grupo de chicas que alguna vez ha estado en The X Factor". El 26 de octubre de 2011, Rhythmix anunció que iban a cambiar su nombre a raíz de una disputa con la caridad de música para niños de Brighton con sede en el mismo nombre, después de que el programa intentó marcar "Rhythmix". Un portavoz de The X Factor, dijo "a petición de la caridad Rhythmix, los miembros del grupo de chicas Rhythmix han decidido cambiar su nombre, una decisión que tiene el apoyo de Syco y Talkback Thames". Se informó que la banda decidió hacer el cambio, a pesar de ninguna razón legal para hacerlo, para evitar cualquier dificultad con el grupo de caridad. El 28 de octubre de 2011, se anunció que el nuevo nombre del grupo sería "Little Mix".
El 20 de noviembre de 2011, Little Mix se convirtió en el primer grupo de chicas en la historia de la serie en pasar más allá del séptimo show. Los anteriores grupos de chicas que duraron en el programa fueron "The Conway Sisters" (Temporada 2) y "Hope" (Temporada 4) que habían durado hasta el show en vivo número siete. A través del curso restante de la competencia, el grupo generalmente recibió comentarios positivos. Durante la etapa de semifinal del espectáculo, Little Mix interpretó «You Keep Me Hangin' On» de The Supremes y también el hit «If I Were a Boy» de Beyoncé. Su interpretación de «You Keep me Hangin 'On» recibió en su mayoría comentarios negativos de los jueces con Louis Walsh afirmando que «perdieron su mojo» y Kelly Rowland diciéndole al grupo de chicas que las había visto hacer «mejores interpretaciones vocales». Su segunda actuación de la noche, «If I Were a Boy», fue aclamada por los jueces con Walsh diciéndoles que tienen un «potencial increíble» y llamándoles la «próxima gran banda de chicas». Rowland también les dijo que podrían ser «increíblemente dinámicas y cambiar el mundo» cuando encuentren la fuerza entre ellas. El grupo avanzó hasta los últimos shows en vivo junto con Marcus Collins y Amelia Lily, después de la votación del público.
El 11 de diciembre, Little Mix fue anunciado como el ganador, siendo así el primer grupo en ganar el certamen en Reino Unido y el segundo, de cinco franquicias mundiales, después de la banda Random ganador en la primera temporada de The X Factor Australia. Su sencillo ganador fue una versión de Damien Rice, «Cannonball», que fue lanzado a través de la descarga digital el 11 de diciembre de 2011, y en CD el 14 de diciembre de 2011. 'The Xtra Factor: The Winner's' fue lanzado en ITV2 el 17 de diciembre de 2011. Su primer sencillo encabezó la lista de sencillos del Reino Unido el 18 de diciembre de 2011. Hicieron que sus canciones de Navidad fueran número uno en las listas de sencillos de Irlanda superando a otros artistas como The Saw Doctors y Ryan Sheridan.
| The X Factor presentaciones y resultados | The X Factor presentaciones y resultados                               | The X Factor presentaciones y resultados                               | The X Factor presentaciones y resultados                               | The X Factor presentaciones y resultados                               | The X Factor presentaciones y resultados | The X Factor presentaciones y resultados       |
| Show                                     | Canción elegida                                                        | Canción elegida                                                        | Canción elegida                                                        | Canción elegida                                                        | Temática                                 | Resultado                                      |
| Show                                     | Perrie Edwards                                                         | Jesy Nelson                                                            | Leigh-Anne Pinnock                                                     | Jade Thirlwall                                                         | Temática                                 | Resultado                                      |
| ---------------------------------------- | ---------------------------------------------------------------------- | ---------------------------------------------------------------------- | ---------------------------------------------------------------------- | ---------------------------------------------------------------------- | ---------------------------------------- | ---------------------------------------------- |
| Audición                                 | "You Oughta Know"                                                      | "Bust Your Windows"                                                    | "Only Girl (In the World)"                                             | "I Wanna Hold Your Hand"                                               | Elección libre                           | Pasaron al bootcamp                            |
| Bootcamp 1                               | "Breakeven"                                                            | "Price Tag"                                                            | "Price Tag"                                                            | "Firework"                                                             | Bootcamp desafío                         | Pasaron a la categoría de grupos               |
| Bootcamp 2                               | "Survivor" (con 'Faux Pas')                                            | "Survivor" (con 'Faux Pas')                                            | "Yeah 3x" (con 'Orion')                                                | "Yeah 3x" (con 'Orion')                                                | Elección libre                           | Reagrupación / pasaron a la casa de los jueces |
| Casa de los jueces                       | "Big Girls Don't Cry"                                                  | "Big Girls Don't Cry"                                                  | "Big Girls Don't Cry"                                                  | "Big Girls Don't Cry"                                                  | Elección libre                           | Pasan a los shows en vivo                      |
| Casa de los jueces                       | "Cry Me a River"                                                       |                                                                        |                                                                        |                                                                        | Elección libre                           | Pasan a los shows en vivo                      |
| Show en vivo 1                           | "Super Bass"                                                           | "Super Bass"                                                           | "Super Bass"                                                           | "Super Bass"                                                           | Gran Bretaña vs. América                 | Salvadas por Tulisa Contostavlos               |
| Show en vivo 2                           | "I'm Like a Bird"                                                      | "I'm Like a Bird"                                                      | "I'm Like a Bird"                                                      | "I'm Like a Bird"                                                      | Canciones de amor                        | Salvadas (4.º puesto)                          |
| Show en vivo 3                           | "Tik Tok"/"Push It"                                                    | "Tik Tok"/"Push It"                                                    | "Tik Tok"/"Push It"                                                    | "Tik Tok"/"Push It"                                                    | Rock                                     | Salvadas (6.º puesto)                          |
| Show en vivo 4                           | "E.T."                                                                 | "E.T."                                                                 | "E.T."                                                                 | "E.T."                                                                 | Halloween                                | Salvadas (2.º puesto)                          |
| Show en vivo 5                           | "Don't Stop the Music"                                                 | "Don't Stop the Music"                                                 | "Don't Stop the Music"                                                 | "Don't Stop the Music"                                                 | Pista de baile                           | Salvadas (4.º puesto)                          |
| Show en vivo 6                           | "Radio Ga Ga"/"Telephone"                                              | "Radio Ga Ga"/"Telephone"                                              | "Radio Ga Ga"/"Telephone"                                              | "Radio Ga Ga"/"Telephone"                                              | Lady Gaga vs. Queen                      | Salvadas (3.er puesto)                         |
| Show en vivo 7                           | "Don't Let Go (Love)"                                                  | "Don't Let Go (Love)"                                                  | "Don't Let Go (Love)"                                                  | "Don't Let Go (Love)"                                                  | Películas                                | Salvadas (1.er puesto)                         |
| Show en vivo 8                           | "Baby"/"Where Did Our Love Go"                                         | "Baby"/"Where Did Our Love Go"                                         | "Baby"/"Where Did Our Love Go"                                         | "Baby"/"Where Did Our Love Go"                                         | Placeres culposos                        | Salvadas (2.º puesto)                          |
| Show en vivo 8                           | "Beautiful"                                                            | "Beautiful"                                                            | "Beautiful"                                                            | "Beautiful"                                                            | Héroes                                   | Salvadas (2.º puesto)                          |
| Semifinal                                | "You Keep Me Hangin' On"                                               | "You Keep Me Hangin' On"                                               | "You Keep Me Hangin' On"                                               | "You Keep Me Hangin' On"                                               | Motown                                   | Salvadas (1.er puesto)                         |
| Semifinal                                | "If I Were a Boy"                                                      | "If I Were a Boy"                                                      | "If I Were a Boy"                                                      | "If I Were a Boy"                                                      | Canciones para llegar a la final         | Salvadas (1.er puesto)                         |
| Final                                    | "You've Got the Love"                                                  | "You've Got the Love"                                                  | "You've Got the Love"                                                  | "You've Got the Love"                                                  | Elección libre                           | Salvadas (1.er puesto)                         |
| Final                                    | "If I Ain't Got You"/"Empire State of Mind" (with Tulisa Contostavlos) | "If I Ain't Got You"/"Empire State of Mind" (with Tulisa Contostavlos) | "If I Ain't Got You"/"Empire State of Mind" (with Tulisa Contostavlos) | "If I Ain't Got You"/"Empire State of Mind" (with Tulisa Contostavlos) | Dueto con su mentor                      | Salvadas (1.er puesto)                         |
| Final                                    | "Don't Let Go (Love)"                                                  | "Don't Let Go (Love)"                                                  | "Don't Let Go (Love)"                                                  | "Don't Let Go (Love)"                                                  | Presentación favorita                    | Ganadoras (1.er puesto)                        |
| Final                                    | "Silent Night"                                                         | "Silent Night"                                                         | "Silent Night"                                                         | "Silent Night"                                                         | Navidad                                  | Ganadoras (1.er puesto)                        |
| Final                                    | "Cannonball"                                                           | "Cannonball"                                                           | "Cannonball"                                                           | "Cannonball"                                                           | Sencillo ganador                         | Ganadoras (1.er puesto)                        |

### 2012-2013:DNA
El 25 de enero de 2012, Little Mix realizó su primera aparición en los National Television Awards e interpretó la canción de En Vogue «Don't Let Go (Love)». También acompañaron a los jueces Gary Barlow y Tulisa Contostavlos al escenario para recibir el premio a mejor show de talento por The X Factor. En mayo de 2012, se reportó que Little Mix firmó contrato con "Vivid and Bravado" para lanzar una línea de productos que incluyeran muñecas, rompecabezas, accesorios y juegos. Antes del lanzamiento de su sencillo debut, la banda realizó una versión a capela de la canción de la cantante Beyoncé, «End of Time» y fue subida a YouTube; la versión fue elogiado públicamente, especialmente por las impresionantes armonías del grupo. En agosto de 2012, subieron otro cover, esta vez una versión acústica de «We Are Young» de la banda Fun con Janelle Monáe que nuevamente recibió comentarios positivos, en general, por las armonías del grupo. 
El 30 de mayo el cuarteto anunció a través de una twitcam que su primer sencillo se llamaría «Wings». El 1 de junio, un fragmento de su sencillo debut fue compartido en el programa Alan Carr: Chatty Man antes de su lanzamiento en agosto. Fue interpretada por primera vez en el concierto T4 on the Beach el 1 de julio de 2012. Hizo su debut oficial en las radios en BBC Radio 1, el 2 de julio. Sony la lanzó oficialmente como el segundo sencillo y primero de su álbum debut, el 26 de agosto de 2012 mediante un EP publicado en iTunes. El 31 de agosto de 2012, la autobiografía del grupo, titulado Ready to Fly, fue lanzado por Harper Collins. Rápidamente, la canción debutó en el número uno de las listas del Reino Unido e Irlanda, dando al cuarteto su segundo número uno en ambos territorios. Asimismo, en octubre de 2012, tras promocionarse en Australia con interpretaciones de «Wings» en The X Factor y Sunrise, ganaron reconocimiento en el país. Con esto, la canción llegó hasta la tercera posición del Australian Singles Chart y recibió dos discos de platino por vender más de 140 000 copias allí.
El álbum debut de Little Mix, DNA, salió a la venta el 16 de noviembre de 2012. Logró posicionarse en el número cuatro de la lista Billboard 200, Fue bien recibido en Australia, Irlanda, Nueva Zelanda y el Reino Unido, ya que logró las posiciones número diez, tres, catorce y tres en sus respectivas listas. En 2012, gracias a su álbum debut se convierten en el primer grupo femenino en debutar en el top 5 en Estados Unidos, desde The Pussycat Dolls, y en el debut más alto por un grupo femenino británico, superando el récord previamente establecido por las Spice Girls. Posteriormente Little Mix lanzó «DNA» como segundo sencillo, el 1 de octubre de 2012, el cual debutó en número tres en el Reino Unido y número ocho en Irlanda. El 13 de diciembre de 2012, Little Mix confirmó que «Change Your Life» sería el tercer sencillo de su disco y también publicaron su audio en YouTube. El sencillo salió a la venta el 5 de enero de 2013. Debutó número ocho en ARIA Singles Chart y en el número nueve de Escocia. El 31 de enero de 2013, el cuarteto decidió estrenar oficialmente el video musical en YouTube.
El 4 de marzo de 2013, Little Mix reveló que «How Ya Doin'?» sería el cuarto sencillo de DNA y que su video estaba programado para filmarse cuatro días más tarde. El 5 de mayo de 2013, Little Mix lanzó «How Ya Doin'?», con la sorpresa de la colaboración de la rapera estadounidense, Missy Elliott. «How Ya Doin'?» contó con críticas bastante favorables por parte de los especializados. Debutó en el número tres del Rádiós Top 40 de Hungría y en el número dieciséis en Escocia y Reino Unido, siendo su quinto tema consecutivo en lograr el top 20 en Reino Unido.

### 2013-2014:Salute
El 14 de marzo de 2013, Little Mix confirmó en una entrevista con Digital Spy, que ya estaban trabajando en su segundo álbum de estudio, Jesy Nelson dijo «este álbum será más R&B y maduro» El 23 de septiembre anunciaron que su primer sencillo sería «Move», el 4 de octubre dieron a conocer que el álbum se titularía Salute, revelaron la lista de canciones y que sería lanzado para pre-ordenar el 7 de octubre. Sony lanzó «Move» como sencillo el 3 de noviembre de 2013 por descarga digital, en su primera semana alcanzó el número dos en Escocia, número tres en el Reino Unido y el número cinco en Irlanda, también se posicionó en las listas más importantes de Australia y Nueva Zelanda, treinta y seis y veintiséis respectivamente. El sencillo recibió certificación de oro en Australia por la venta de 35 000 unidades y oro en Reino Unido por la venta de 400 000 copias.
Salute se lanzó el 8 de noviembre de 2013 en Irlanda y el 11 de noviembre de 2013 en el Reino Unido. El grupo había comenzado a trabajar en el álbum en junio de 2013 y concluyeron en septiembre de 2013. Durante todo el proceso de grabación, Little Mix trabajó con varios productores, entre ellos TMS, Future Cut, Fred Ball, Duvall, Jimmy Jam y Terry Lewis. 

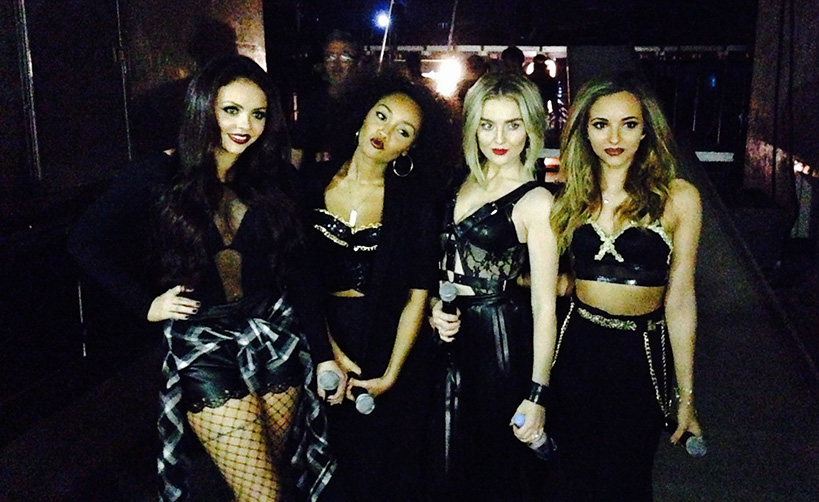
Little Mix en febrero de 2014.

Salute recibió críticas positivas de los críticos musicales. Lewis Corner de DigitalSpy dio al álbum cinco estrellas, observando una mejora sobre DNA, indicando que «el grupo ha crecido tanto en lo musical como en la confianza, allanando el camino para que den un paso hacia afuera en la escena mundial una vez más y realmente dejar su huella», mientras que las comparaba con Destiny's Child. Jon O'Brien de Yahoo se unió a los elogios afirmando que «Salute ha cementado el estado de Little Mix como el actual grupo femenino más importante de la música», mientras que caracterizó el álbum como «impresionante, maduro y aún así totalmente contagioso». Harriet Gibsone comparó el álbum como uno de música pop de la década de los 90 y lo calificó con cuatro estrellas de cinco.
«Little Me» fue anunciado como segundo sencillo el 21 de noviembre de 2013, a través de la cuenta de YouTube de la banda. La canción salió a la venta el 30 de diciembre a través de un EP que contiene sus remixes y la presentación en The X Factor. El video musical se estrenó en YouTube el 18 de diciembre. Salute salió a la venta en América del Norte el 4 de febrero de 2014. Debutó número seis en Billboard 200 y cinco en Digital Albums de Estados Unidos. También alcanzó la posición número siete en Canadian Albums.
Jade Thirlwall reveló en una entrevista vía Twitter de Radio Disney que empezarían a grabar el tercer álbum de estudio de Little Mix en abril de 2014. Por otro lado, Little Mix realizó una versión de la canción «Word Up!» de Cameo para Sport Relief. La canción salió a la venta el 18 de marzo.
Little Mix anunció el 5 de abril de 2014 que la canción «Salute» sería lanzada como el tercer sencillo del álbum. El 28 de abril de 2014 realizó su impacto en las radios británicas. The official music video premiered on 2 May and received over one million views within 24 hours. Fue lanzada a la venta el 1 de junio. En diciembre de 2013, el grupo había anunciado las fechas para Reino Unido e Irlanda de su segunda gira The Salute Tour, en abril de 2014 se sumaron las fechas para América del Norte. El tour comenzó el 16 de mayo de 2014 en Birmingham, Inglaterra en el LG Arena y concluyó el 27 de julio de 2014 en Scarborough, North Yorkshire en el teatro Scarborough. Se esperaba que Little Mix comenzara la etapa norteamericana de la gira en septiembre de 2014, pero fue cancelada debido a que querían trabajar en su próximo álbum.

### 2015-2016:Get Weirdy gira mundial
En mayo del 2015 Little Mix lanzó «Black Magic», el primer sencillo de su tercer álbum. El grupo interpretó la canción por primera vez en junio de 2015 para el Summertime Ball Festival en el Estadio de Wembley, junto con algunos de sus éxitos anteriores. La banda también coescribió el sencillo «Pretty Girls» de Britney Spears, que también fue lanzado en mayo de 2015. El 15 de julio de 2015, a raíz de una fuga del arte de la cubierta del álbum, el grupo anunció oficialmente en Twitter que su tercer álbum de estudio se titula Get Weird, y estaría disponible para pre-orden en el Reino Unido desde el día siguiente, con una fecha de lanzamiento mundial fijada para el 6 de noviembre de 2015. El álbum debutó en el puesto dos en Reino Unido, convirtiéndose en su mejor debut hasta ese momento. En Estados Unidos, el álbum debutó en el puesto número trece en el Billboard 200, convirtiendo a Little Mix el único grupo femenino británico en tener tres álbumes con un debut en el top 15 en la lista Billboard 200. El álbum recibió doble disco de platino en Reino Unido por la venta de 600 000 unidades hasta agosto de 2016, siendo su álbum con más ventas hasta ese momento. El 25 de septiembre, la banda lanzó «Love Me Like You» como el segundo sencillo del álbum. Fue lanzado como sencillo solo en el Reino Unido, Irlanda, Australia y Nueva Zelanda, pero estuvo disponible para comprar como una pista del álbum en todo el mundo. El grupo interpretó la canción por primera vez en X Factor Australia en octubre de 2015, a continuación, en el Royal Albert Hall de diciembre de 2015 y en el Jingle Bell Ball de Capital FM en Londres. El 5 de diciembre, el grupo anunció en Twitter el lanzamiento del tercer sencillo, «Secret Love Song», con el cantante Jason Derulo.
El 24 de febrero de 2016, el grupo interpretó su sencillo número uno «Black Magic» en los Premios Brit 2016, donde fueron nominadas a mejor sencillo británico y el mejor video británico. En marzo de 2016 las chicas iniciaron su gira mundial "The Get Weird Tour", el cual obtuvo el récord por ser la gira más vendidas en Reino Unido en 2016 con 300 000 boletos vendidos, solo en Reino Unido. El 11 de abril de 2016, el grupo anunció «Hair» como cuatro sencillo de Get Weird, y sería una colaboración de reggae pop Sean Paul. El sencillo fue lanzado el 15 de abril de 2016 y alcanzó el puesto once en la lista de Reino Unido y décimo puesto en Australia convirtiéndose en su cuarto sencillo en el top 10 en dicho país.

### 2016-2017:Glory Days
El 21 de junio de 2016 se reveló que el grupo había estado trabajando en su cuarto álbum de estudio; posteriormente confirmaron que estarían lanzando nueva música "antes de Navidad". En una entrevista en el V Festival en Chelmsford, el grupo anunció que el sencillo líder de su cuarto álbum sería lanzado en octubre de 2016. El 13 de octubre de 2016, Little Mix anunció el título de la canción sería «Shout Out to My Ex» y que el título del álbum sería Glory Days. «Shout Out to My Ex» fue lanzada el 16 de octubre de 2016, luego de la primera presentación de la canción en The X Factor. La canción debutó en el primer puesto en el UK Singles Chart convirtiéndose en su cuarto sencillo en alcanzar dicho puesto. Vendió 67 000 copias en su primera semana, convirtiéndose en la mejor apertura de ventas en su primera semana de una canción en 2016 en Reino Unido. «Shout Out to My Ex» se convirtió en el segundo sencillo más vendido por un grupo femenino en Reino Unido, en los últimos 25 años, con 1.52 millones de copias vendidas, solo por detrás de «Wannabe» de las Spice Girls. A su vez, su sencillo  En la lista de las 100 canciones más vendidas en Reino Unido en la década 2010-2020, el sencillo quedó en el puesto 86, siendo el único grupo femenino en la lista.
Glory Days fue lanzado el 18 de noviembre de 2016, y debutó en el primer puesto en el UK Albums Chart, convirtiéndose en su primer álbum en debutar en dicha posición.  El álbum vendió 96 000 copias y se convirtió en el álbum con más tiempo en el primer puesto desde Spice del grupo británico Spice Girls, y la mejor apertura en ventas en Reino Unido desde el álbum Spiceworld desde 1997. Glory Days se convirtió en el álbum de un grupo femenino con más semanas en el top 40 (69), rompiendo el récord impuesto por Spice de las Spice Girls en 1996 (63) y en el primer y único álbum de un grupo femenino con más de 167 semanas en el top 100 en Reino Unido, rompiendo su propio récord impuesto previamente con Get Weird (97 semanas). El mismo se convirtió en el séptimo álbum con más ventas por un grupo femenino, en los últimos 25 años, en Reino Unido. En diciembre de 2019, Official Charts Company compartió la lista de los 100 álbumes más vendidos en Reino Unido en la década 2010-2020, Glory Days quedó en el puesto 39 y Get Weird en el puesto 70 convirtiéndose en el único grupo femenino en la lista. Además, Glory Days se posicionó en el puesto 51 y Get Weird en el puesto 87 en la lista de los 100 álbumes más vendidos por artistas femeninas desde el año 2000 en Reino Unido, solo por detrás de las Pussycat Dolls y Girls Aloud. El álbum también alcanzó el número uno en Irlanda, y debutó en segundo puesto en Australia, y en el top 10 en Países Bajos, Nueva Zelanda y España.
Little Mix anunció el 5 de diciembre de 2016 que «Touch» sería lanzada como segundo sencillo de Glory Days. Fue lanzada el 18 de diciembre de 2016, y alcanzó el cuarto puesto en el Reino Unido. En 2016, Little Mix se convirtió en el grupo femenino con más certificaciones en Australia, superando el récord impuesto por el grupo Spice Girls (16). En los Brit Awards 2017 el grupo recibió tres nominaciones, ganando como mejor sencillo con «Shout Out to My Ex», además de interpretar el sencillo en vivo en la premiación. «No More Sad Songs» fue lanzada el 3 de marzo de 2017, como el tercer sencillo de "Glory Days".
Desde febrero hasta abril de 2017 Little Mix se embarcó en un tour por Norteamérica como apertura de la gira de Ariana Grande llamada "Dangerous Woman Tour". El grupo luego inició su gira "The Glory Days Tour" que comenzó el 27 de mayo de 2017 en Europa, con su primera fecha en Reino Unido el 9 de octubre en Escocia. «Power» fue lanzada el 26 de mayo de 2017, como el cuarto sencillo de "Glory Days". En agosto de 2017, Little Mix y grupo latinoamericano CNCO colaboraron en el remix del tema «Reggaetón Lento (Bailemos)». La canción fue incluida en la reedición de Glory Days, lanzada el 24 de noviembre de 2017, la cual incluía 4 remixes de los temas ya incluidos y 3 temas inéditos, además de un documental del grupo. El remix de «Reggaetón Lento (Bailemos)» alcanzó el quinto puesto en el UK Singles Chart y recibió certificación de platino en Reino Unido por la venta de 600 000 copias. Además el sencillo recibió certificación de oro en Australia, Suecia, Polonia y triple platino en Brasil, entre otros. Posteriormente el sencillo fue incluido en el segundo álbum de estudio del grupo masculino titulado CNCO. En julio de 2017, Billboard incluyó los sencillo «Black Magic» (34) y «Move» (92) en la lista de las 100 mejores canciones de grupos femeninos de todos los tiempos.
Hasta noviembre de 2017, Glory Days ha vendido alrededor de 1.6 millones de copias mundialmente. En noviembre de 2017, Sony Music confirmó que el álbum vendió 4.5 millones mundialmente y un millón en Reino Unido. A su vez, la banda apareció la lista de Debrett's de las personas más influyentes en Reino Unido, en 2018 en la lista 30 Under 30 de Forbes y desde 2017 a 2020 en la lista Sunday Times Rich List.

### 2018-2020:LM5,Confettiy salida de Jesy

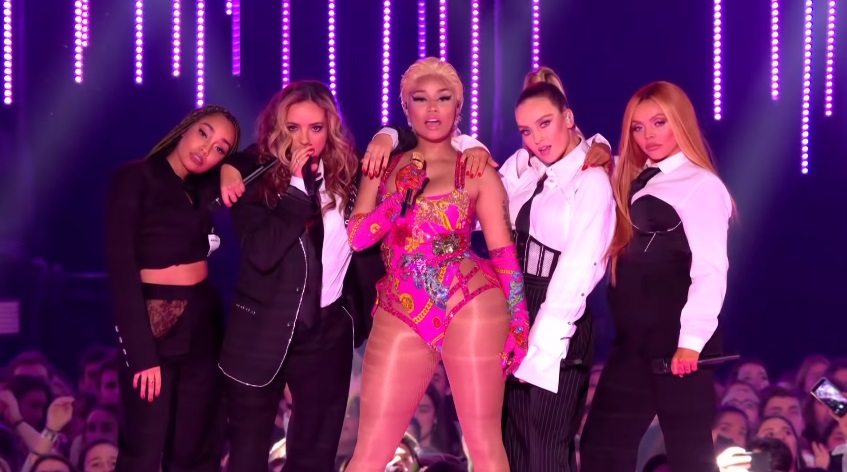
Little Mix interpretando "Woman Like Me" junto a Nicki Minaj en los MTV EMAs 2018.

El grupo anunció el 27 de noviembre de 2017 que se embarcarían en el Summer Hits Tour 2018, con boleto a la venta a partir del 30 de noviembre. El mismo dio inicio el 24 de marzo de 2018 en Chiba, Japón, al encabezar el Festival POPSPRING 2018. En febrero de 2018, Pinnock anunció que el grupo se encontraba trabajando en su quinto material de estudio, que sería lanzado en 2018, y que se realizaría una gira para promocionar el mismo. El 14 de junio del mismo año, fue revelada una canción de Little Mix junto a trío estadounidense de DJs Cheat Codes, «Only You», la cual sería parte del álbum compilatorio The Pool Party, lanzado el 6 de julio por Ministry of Sound. La canción se lanzó el 22 de junio de 2018.
Lanzan a la venta el primer sencillo de su quinto álbum de estudio titulado «Woman Like Me» a dueto con la rapera Nicki Minaj el 12 de octubre de 2018. Finalmente el 15 del mismo mes, el grupo anunció a través de sus redes sociales el lanzamiento de su nuevo material discográfico titulado LM5, que será lanzado el 16 de noviembre de 2018. El mismo día se anunció que se lanzarán tres versiones distintas del álbum, la edición estándar con catorce temas, la edición deluxe con dieciocho temas y la edición superdeluxe con los dieciocho temas más videos y fotos exclusivas del grupo. En noviembre de 2018 se confirmó que la banda se separó de la discográfica de Simon Cowell, Syco Music pasando a formar parte de RCA Records.
En 2019 el grupo se colocó en el cuarto puesto de los músicos jóvenes más ricos en Reino Unido con una ganancia de 45 millones de euros en la lista anual del periódico The Sunday Times. En octubre, anunciaron su séptima gira titulada Summer 2020 Tour con 21 fechas y que sería el premio del ganador de su concurso de televisión "Little Mix: The Search". El mismo fue posteriormente cancelado debido a la Pandemia de COVID-19.
El 27 de marzo de 2020 lanzan el primer sencillo de su sexto álbum titulado «Break Up Song». La canción alcanzó el número 9 en la lista de sencillos del Reino Unido. En marzo de 2020, Pollstar anunció la lista las 50 giras de artistas femeninas con mayor recaudación en las dos últimas décadas (2000-2019), Little Mix fue el tercer grupo femenino en la lista, solo por detrás de las The Chicks y las Spice Girls, con $94 856 997 recaudados y 1 757 654 boletos vendidos.
El 24 de julio, la banda publicó «Holiday» el segundo sencillo próximo sexto álbum de estudio. Luego de lanzar previamente los sencillos «Break Up Song» y «Holiday», la banda publicó de manera promocional los temas «Not a Pop Song» y «Happiness». El tercer sencillo del disco «Sweet Melody» se lanzó el 23 de octubre de ese año. El sexto álbum de estudio del grupo Confetti se lanzó el 6 de noviembre de 2020. Para promocionar el álbum, Little Mix comenzará la gira The Confetti Tour en 2021.
El 14 de diciembre de 2020, la banda anunció vía redes sociales la salida de la integrante Jesy Nelson por motivos personales y de salud mental.

### 2021-presente: colaboraciones, trabajo como trío y pausa musical
En enero de 2021, Little Mix consiguió su quinto sencillo número 1 en Reino Unido con su sencillo «Sweet Melody». El 8 de febrero de 2021, el grupo pospuso su gira "Confetti Tour" para 2022. El tour estaba programado originalmente para comenzar en abril de 2021 pero fue pospuesto una vez más por la pandemia COVID-19. En marzo de 2021, Little Mix apareció en la portada de marzo de la revista Glamour, siendo esta su primera portada como trío. Además recibieron el premio "Gamechangers en música" en el "Premio Glamour mujer del año". En el mismo mes, el grupo participó del "LOL-a-thon" de BBC Radio 1 para la organización Comic Relief en el "Red Nose Day" en apoyo de aquellos que tuvieron dificultades durante la pandemia COVID-19 en UK. El 31 de marzo de 2021, Little Mix fue anunciada como nominadas en la categoría mejor grupo británico en los Premios Brit 2021.
El 21 de abril de 2021, Little Mix anunció el remix de «Confetti», como cuarto sencillo de su álbum Confetti. El remix es una colaboración con la rapera americana Saweetie, lanzado el 30 de abril de 2021, lanzando el video musical el mismo día. El sencillo debutó en el puesto número 15 del UK Official Singles Chart. Un día antes del lanzamiento de «Confetti», Little Mix apareció en la portada de la revista estadounidense Euphoria. En mayo de 2021, Little Mix fueron anunciadas como ganadoras de la categoría mejor grupo en los Premios Global 2021, y se convirtieron en el primer grupo femenino en ganar la categoría mejor grupo británico en los Premios Brit 2021. El mismo mes Leigh-Anne Pinnock y Perrie Edwards anunciaron sus embarazos. El 13 de mayo de 2021, el grupo participó de Released de Youtube y realizó la primera presentación acústica de su sencillo «Confetti» al finalizar el episodio.
El 14 de mayo de 2021, Little Mix publicó un adelanto de un nuevo sencillo al compartir el enlace de un sitio web que mostraba una cuenta regresiva de 24 hs. El 15 de mayo de 2021, luego del lapso de 24 hs, el grupo anunció su nuevo sencillo «Heartbreak Anthem» junto a Galantis y David Guetta, lanzada el 20 de mayo de 2021. El video musical del sencillo, dirigido por Samuel Douek, fue lanzado el mismo día. El 21 de mayo, un día después del lanzamiento de «Heartbreak Anthem», Little Mix apareció en la portada de la revista Hunger.
El 19 de agosto de 2021, el grupo anuncio por medio de sus redes sociales el lanzamiento de su primer álbum recopilatorio que tiene por nombre Between Us que será lanzado al mercado el 12 de noviembre de 2021, como parte de la celebración del décimo aniversario de creación de la banda.  El álbum incluirá 18 de los Grandes Éxitos del grupo y cinco nuevas canciones.
El 2 de diciembre de 2021, el grupo anunció que se tomaría un descanso tras la finalización de su gira Confetti Tour prevista para 2022 con el fin de "recargar" y trabajar en proyectos en solitario.
El 27 de enero de 2022, Little Mix fue nominado en los 2022 iHeartRadio Music Awards en la categoría canción dance del año con "Heartbreak Anthem". El 3 de febrero, se anunció que el grupo era miembro de la lista de Sony Music como el décimo acto global más vendido de 2021, con su álbum recopilatorio, Between Us, siendo uno de sus álbumes más vendidos a nivel mundial de ese año.
El 5 de abril de 2022, el grupo fue nominado a "Mejor grupo" en los Global Awards. Entre abril y mayo de 2022 se embarcará el grupo en The Confetti Tour, comenzando el 9 de abril de 2022 en el SSE Arena en Belfast, y concluirá el 14 de mayo de 2022 en  El O2 Arena en Londres.
El 26 de abril de 2022, Little Mix anunció que transmitirían en vivo la última fecha de su gira en el O2 Arena, en Londres. La transmisión se titula Little Mix: The Last Show (For Now...) y estará disponible tanto para transmisión en vivo como para un estreno limitado en cines el 14 de mayo de 2022. Las entradas estuvieron disponibles junto con la mercancía el 27 de abril de 2022, con una parte de las ganancias donadas a dos organizaciones benéficas Child Poverty Action Group y Choose Love.

## Otras actividades

### Little Mix Uncancelled
Luego de la cancelación del "2020 Summer Tour" debido a la pandemia de COVID-19, el 30 de julio de 2020 el grupo anunció en sus redes sociales el concierto virtual titulado Little Mix Uncancelled (estilizado como Little Mix UNCancelled), transmitido a través de Youtube y Twitter. El concierto fue organizado y presentado por "Compare the Market" Meerkat Music. El 21 de agosto de 2020, Little Mix se presentó en la casa Knebworth House, donde previamente habían filmado su video musical "Woman Like Me" en 2018. El grupo interpretó seis canciones, incluidos los dos primeros sencillos de Confetti titulados «Break Up Song» y «Holiday», además de dos temas transmitidos exclusivamente sólo para los clientes de Meerkat Music. Little Mix Uncancelled recibió una nominación a los MTV European Music Awards 2020 como Mejor virtual live, una categoría especial creada debido a la pandemia de COVID-19.

### Little Mix: The searchyLittle Mix: The tour film
El 17 de octubre de 2019 se anunció que el grupo lanzaría su serie de búsqueda de talentos Little Mix: The Search junto a BBC One, en la cual la banda/grupo ganador podrá ser telonera de su gira en 2021.
El 8 de octubre de 2020 anuncian su primera película titulada Little Mix: The Tour Film que se estrenó en los cines de Australia, Nueva Zelanda, México, Portugal, Bulgaria, Dinamarca, Hong Kong, Estonia, Finlandia, Letonia, Lituania, Luxemburgo, Malta, Países Bajos, Noruega, España, Suecia y Suiza el 21 y 22 de noviembre, el 12 y 13 de diciembre en Irlanda y Reino Unido, y el 16 y 17 de enero de 2021 en Austria, Bélgica, Francia, Alemania, Hungría, Polonia y Rumanía. Los boletos salieron a la venta a partir del 15 de octubre. La misma consiste en la filmación del último concierto brindado en Londres, en el The O2 Arena, como parte de su última gira "LM5: The Tour" y cuenta con la participación especial del rapero Stormzy y de la cantante y compositora Kamille. En México, Little Mix: The Tour Film debutó en el décimo puesto de la taquilla mexicana con $375.9 mil pesos recaudados y un asistencia de 3.8 mil espectadores.

### Productos y promoción
En mayo de 2012, Little Mix lanzó pack de M&M's con la bandera de Reino Unido y realizó una presentación en la tienda llamada M&M World en Londres. Ese año también lanzaron su primer libro, titulado Ready to Fly. El título hace referencia a su sencillo debut «Wings». El libro fue publicado bajo la editorial HarperCollins y documenta el camino del grupo desde su audición en The X Factor. El grupo firmó un contracto con la compañía de juguetes Vivid y la compañía de merchandising musical Bravado para lanzar una gama de productos que incluyó muñecos, rompecabezas, accesorios y juegos en noviembre de 2012.
Durante 2012, Little Mix también develó una marca de ropa para niños con la tienda de ropa Primark. La línea fue lanzada para niños de 7–13 años de edad y comprendía accesorios, camisetas, pantalones y ropa de dormir. En 2013, el grupo promovió el tinte para cabello llamado Live Colour XXL de la compañía Schwarzkopf a través de su video musical «How Ya Doin'?». Ese año, el grupo también lanzó una gama de uñas y envolturas para uñas en asociación con Elegant Touch y New Look. A principios de 2014, Little Mix lanzó su nueva gama de uñas con Elegant Touch como resultado del éxito anterior. En septiembre de 2013, Little Mix lanzó su primera línea de maquillaje con colección. Durante mayo de 2014, el grupo se asoció con Vibe Audio para sacar los auriculares con cable de Little Mix. En junio de 2015, Little Mix lanzó su fragancia de debut llamada "Gold Magic". En diciembre de 2015, se anunció que Little Mix serían las nuevas embajadoras mundiales de la marca de fitness femenina "USA Pro". Actualmente están diseñando su propia colección para la marca. En julio de 2016, Little Mix lanzó su segunda fragancia llamada "Wishmaker". En agosto de 2017 lanzan a la venta la edición limitada "Party" de su fragancia "Wishmaker".
En mayo de 2018 se anunció que el grupo sería la nueva cara de la marca de shampo en seco "COLAB". En julio de 2018 anuncian su nueva línea de maquillaje titulada "LMX", una edición limitada lanzada a la venta el 13 de septiembre de 2018 en las tiendas Boots UK. Todos los productos de la edición de cosméticos es vegana y libre de crueldad animal. El 8 de agosto de 2018 lanzan una edición limitada de productos junto a la marca de productos para la piel "Simple Skincare". El mismo mes lanzan su tercera fragancia titulada "Style". El 19 de septiembre anunciaron el lanzamiento de las pestañas de la línea LMX a nivel internacional a través de Feel Unique.
En octubre de 2019 anunciaron su nueva línea de ropa con la marca PrettyLittleThing que será lanzada a la venta mundialmente el 7 de noviembre de 2019.

### Filantropía
Little Mix participó en la grabación del sencillo destinado a caridad realizado por X Factor 2011 junto con los finalistas ese año y los concursantes anteriores de X Factor JLS y One Direction. Realizaron una versión de sencillo de 1978 «Wishing on a Star» de Rose Royce. Todas las ganancias del sencillo se destinaron a la organización benéfica para niños "Together for Short Lives", que brinda atención y apoyo continuos a los niños, jóvenes y sus familias con enfermedades terminales, desde el momento del diagnóstico. La canción debutó en el primer puesto de la lista UK Singles Chart con 98,932 copias vendidas en la primera semana. En 2012, el grupo interpretó su sencillo «Change Your Life» en el "Children In Need 2012" transmitido en vivo y que recaudó £26,757,446 por la causa que ayuda a los niños desfavorecidos en el Reino Unido. Little Mix también apareció en el concierto benéfico de dos partes "Children in Need Rocks 2013" para recaudar dinero para la campaña, presentando un popurrí de sus sencillos «Change Your Life», «DNA» y «Wings». Actuaron junto a Kings of Leon, Ellie Goulding, Robbie Williams y otros artistas. El concierto fue transmitido por la BBC One durante la semana de "Children In Need".
En marzo de 2014, Little Mix se unió con BeatBullying, organización anti-bullying en Europa, para realizar la campaña titulada "The Big March" y el proyecto #DeleteCyberbullying (#EliminarCyberAcoso). La campaña insta a la Comisión Europea a introducir nuevas leyes para proteger a los niños de la intimidación y el acoso cibernético, por 77 millones de euros (57 millones de libras esterlinas) que se reservarán para los servicios que los protegen y para un día de concientización anual para promover el movimiento. Pinnock dijo: "Yo y las chicas hemos experimentado ser intimidadas en algún momento de nuestra vida. Cuando vemos en Twitter que algunos de nuestros fanáticos están pasando por eso ahora, nos resulta muy molesto y esa es la razón por la que nos apasiona esta campaña y el trabajo que BeatBullying hace". En marzo de 2014, Little Mix lanzó una versión del sencillo «Word Up!» de la banda Cameo como el sencillo oficial de Sport Relief 2014. Lo presentaron en vivo durante el teletón Sport Relief, que recaudó un récord de £51 242 186 en la noche en que se emitió. El grupo también visitó Liberia para presenciar el buen trabajo pagado por las donaciones de Sport Relief. Cada miembro grabó un video diario en el que visitaron hospitales locales y describieron sus experiencias.
El grupo se caracterizado por su gran apoyo a la comunidad LGBT, en especial por parte de Jade Thirlwall, el 9 de junio de 2017 lanzan el video musical de su sencillo «Power», en el cual aparece en una de las escenas, junto a Jade, tres Drag queen del programa RuPaul's Drag Race, Alaska Thunderfuck, Willam Belli y Courtney Act. A su vez, el 12 de julio de 2018 se estrenó el video del sencillo «Only You», el primer video del grupo con una historia de amor entre dos mujeres, interpretados por las actrices Lisa Starrett y Peyton List. En 2019 muestran su apoyo nuevamente al interpretar su tema «Secret Love Song» con la bandera LGBT detrás durante su concierto en Dubái, Emiratos Árabes Unidos, donde la homosexualidad es ilegal.
En 2019, Jade Thirlwall y Leigh Anne Pinnock escalan la montaña más alta de África, Kilimanjaro, para recaudar dinero para la organización caritativa Comic Relief, ayudando a recaudar £2.7 millones de euros. Little Mix continuó mostrando su apoyo a la comunidad LGBT, en junio de 2019, lanzan a la venta remeras con el eslogan "Love who you wanna", frase proveniente de su sencillo «Strip», junto a la organización Stonewall Equality Limited, donde el 50 % de lo recaudado fue donado a dicha organización. En julio de 2019, dos de sus integrantes, Jade y Leigh Anne, asisten al Día Internacional del Orgullo LGBT en Londres junto a las organizaciones Stonewall y Mermaids. El 5 de julio de 2019, lanzan la versión orgullo del video de su sencillo «Bounce Back» junto a Dirty Trix, un grupo de cuatro drag queens y en colaboración con la organización británica Sink The Pink.

## Miembros

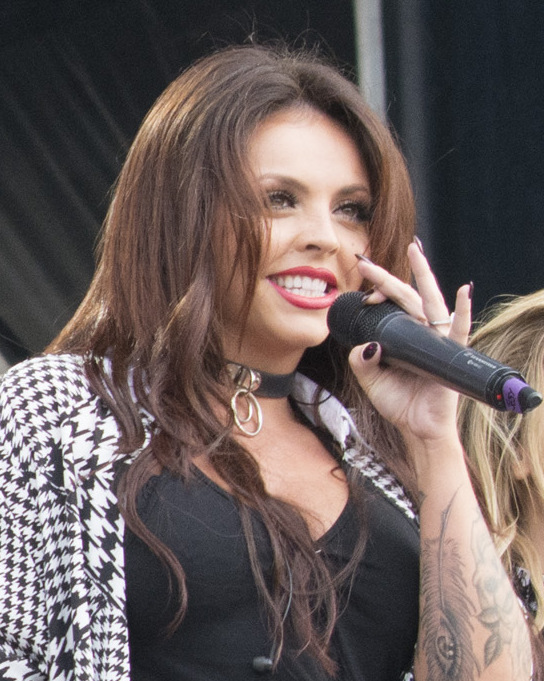
Jesy Nelson 2011-2020

Miembros actuales

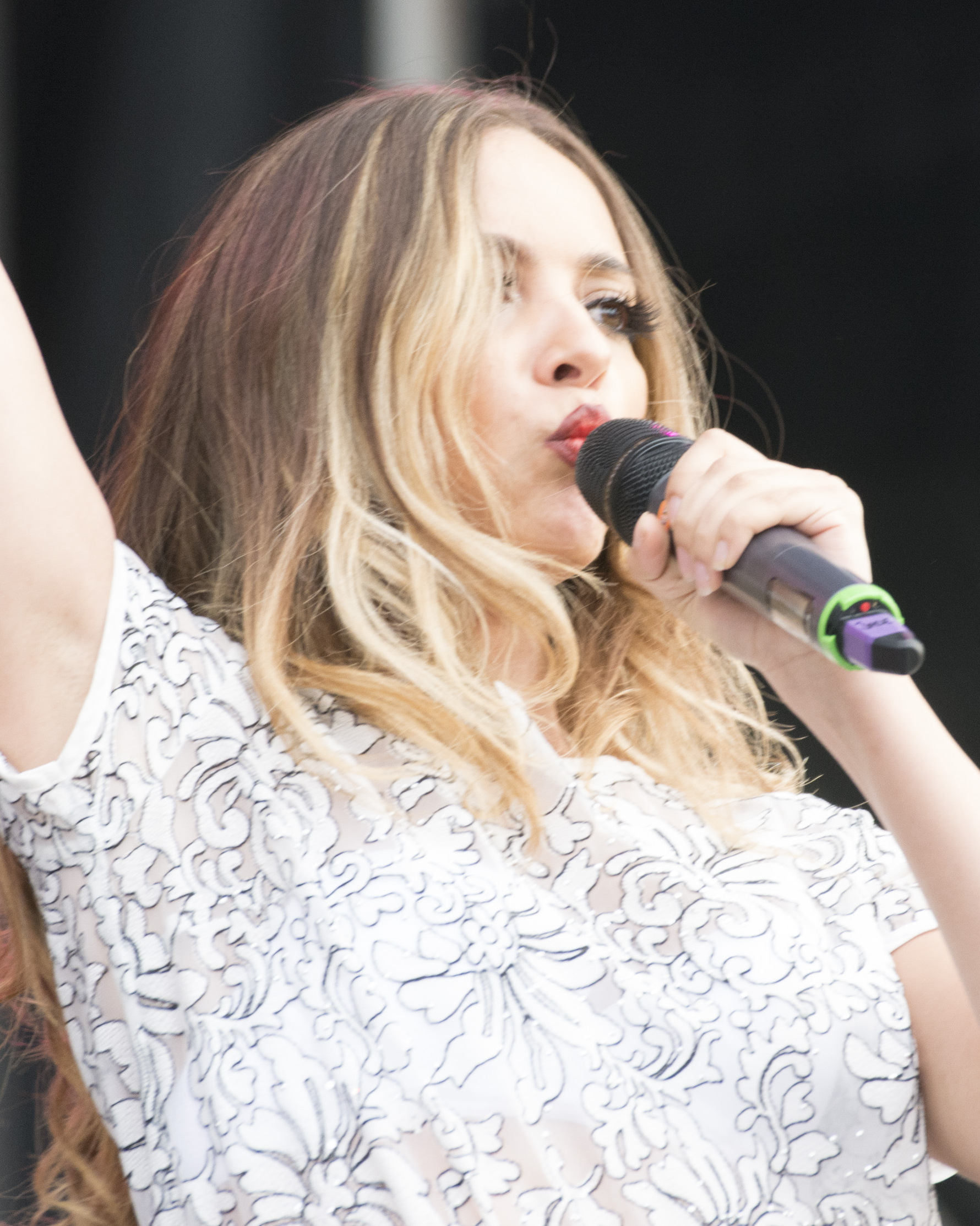
Jade Thirlwall 2011-2022
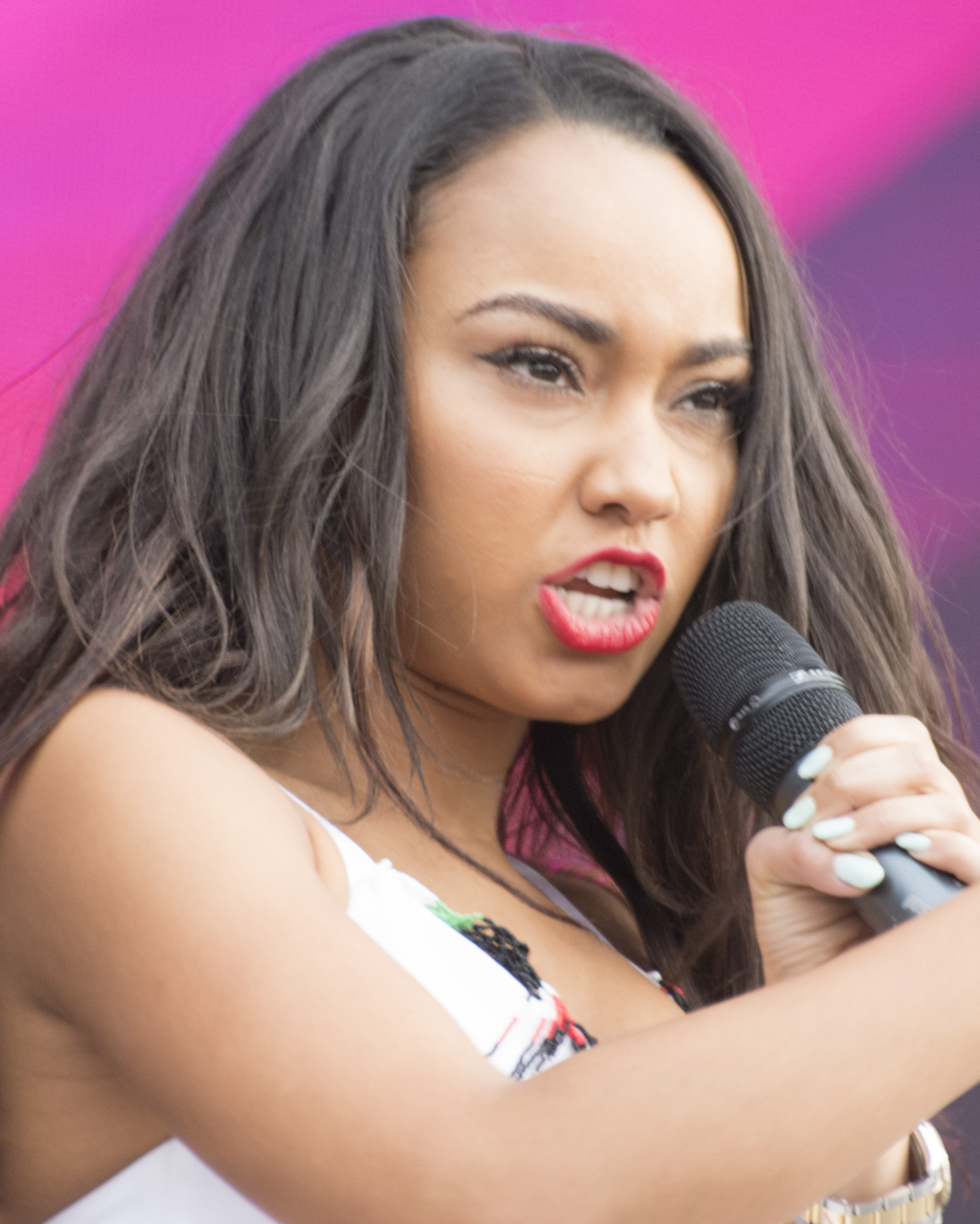
Leigh-Anne Pinnock 2011-2022
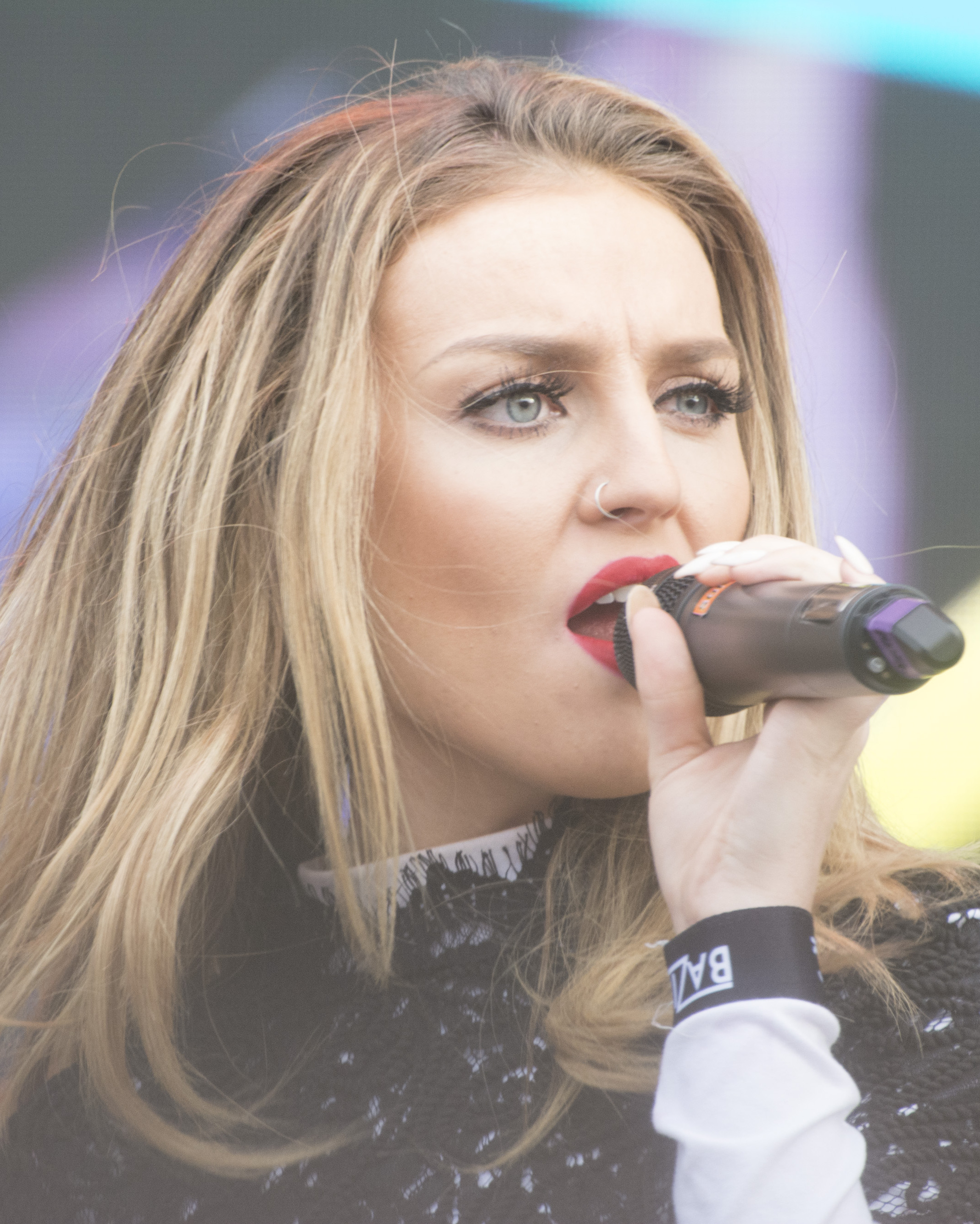
Perrie Edwards 2011-2022

- Jade Thirlwall: vocalista
- Leigh-Anne Pinnock: vocalista
- Perrie Edwards: vocalista

Antiguos miembros
- Jesy Nelson
2011-2020

- Jesy Nelson: vocalista

## Discografía
Álbumes de estudio
- 2012: DNA
- 2013: Salute
- 2015: Get Weird
- 2016: Glory Days
- 2018: LM5
- 2020: Confetti

Álbumes recopilatorios
- 2021: Between Us

## Giras musicales
Como artistas principales
- DNA Tour (2013)
- The Salute Tour (2014)
- The Get Weird Tour (2016)
- The Glory Days Tour (2017)
- Summer Hits Tour 2018 (2018)
- LM5 The Tour (2019)
- The Confetti Tour (2022)

Como teloneras
- The X Factor Live Tour (2012)
- The Neon Lights Tour (2014)
- Dangerous Woman Tour (2017)

## Premios y nominaciones
A lo largo de su carrera, Little Mix ha recibido numerosos premios y logros. En 2019, ganan el premio "vídeo británico del año" con «Woman Like Me» en los Premios Brit 2019, convirtiéndose en el primer grupo femenino en ganarlo desde 1998. En 2021, hicieron historia convirtiéndose en el primer grupo femenino en ganar el galardón a "Grupo británico" en los Premios Brit de 2021 después de 49 ediciones.